# .me
.me ist die länderspezifische Top-Level-Domain (ccTLD) von Montenegro, welche im Zuge der Unabhängigkeit des Landes von Serbien und Montenegro am 24. September 2007 erstellt wurde und ab Juli 2008 die vorher benutzte Top-Level-Domain .yu (Jugoslawien) ersetzte. Sie wurde zunächst direkt von der montenegrinischen Regierung verwaltet.
Die Firma doMEn, ein in Montenegro ansässiges Konsortium, zu dessen Partnern das in Irland ansässige Registrierungsunternehmen Afilias sowie der Registrar Go Daddy und das montenegrinische Unternehmen ME-net gehören, wurden als neue Betreiber der TLD ausgewählt. Zusammen agieren diese unter der Internetadresse domain.me. Im September 2012 wurde dotMe einer breiteren Öffentlichkeit bekannt, da in den USA ein Werbespot unter dem Motto „You’re not a corporation. You are a person. Get the right web address.“ ausgestrahlt wurde.
Damit wird .me ähnlich verwendet wie z. B. die Top-Level-Domains .tv und .io. Statt einen lokalen Bezug zum jeweiligen Land herzustellen, werden diese Endungen häufig entsprechend ihrer sprachlichen Bedeutung genutzt.

## Eigenschaften
Registrierungen werden sowohl auf zweiter als auch auf dritter Ebene vorgenommen. Während Adressen wie co.me, net.me, org.me, its.me oder priv.me auf dritter Ebene Staatsbürgern und Unternehmen Montenegros vorbehalten sind, darf jedermann weltweit eine Adresse auf zweiter Ebene registrieren. Insgesamt darf eine .me-Domain zwischen drei und 63 Zeichen lang sein, Sonderzeichen nach dem IDN-Verfahren sind möglich.
Die Verwendung beliebter Vor- und Nachnamen in .me-Domains war nach der Einführung zunächst nicht möglich. Erst im April 2010 hat dotME Adressen wie kevin.me oder paul.me gemeinsam mit NameJet im Rahmen einer Auktion versteigert.

## Verbreitung
Beim Start der Domain .me war sie sehr begehrt: Der Begriff me bedeutet im Englischen sowohl ich als auch mich und mir, daher sind interessante Adressen möglich wie love.me, kiss.me und viele weitere. Diese sehr lukrativen Adressen waren beim Start jedoch nicht verfügbar, sondern wurden erst später versteigert. Im August 2008, zwei Wochen nach dem offiziellen Launch, waren bereits 100.000 .me-Domains registriert. Im März 2010 waren es schon 320.000, womit die .me-Domain zur am schnellsten verkauften TLD aller Zeiten avancierte. Im Juli 2011, genau drei Jahre nach ihrer Lancierung, hatte sich die Zahl auf 530.000 in über 200 Ländern der Erde erhöht, wobei etwa 53 Prozent in den USA, etwa acht Prozent in Großbritannien und jeweils etwa vier Prozent in Deutschland, Kanada und Japan vorgenommen wurden.
Auf Handelsplattformen wie Sedo besitzt .me eine untergeordnete Bedeutung, besonders im Vergleich zu beliebten ccTLDs wie .de oder .cn. Lediglich im November 2011 erreichte .me überregionale Bekanntheit, als die Domain meet.me für die Rekordsumme von 450.000 US-Dollar verkauft wurde.